# Georg Gehring
Georg Gehring (n. 14 noiembrie 1903, Frankenthal, Renania-Palatinat, Bavaria, Germania – d. 31 octombrie 1943, Stettin, Statul Liber Prusia⁠(d)) a fost un luptător ce a reprezentat Reichul German, medaliat olimpic. A participat la 3 ediții ale Jocurilor Olimpice (1928, 1932, 1936) în care a câștigat o medalie de bronz.